# Будинок грецького Олександрівського училища
Будинок грецького Олександрівського училища — пам'ятка архітектури місцевого значення у Ніжині. Наразі будівля частково зайнята офісами.

## Історія
Спочатку було внесено до «списку нововиявленихпам'яток архітектури» під назвою «Грецьке Олександрівське училище».
Наказом Міністерства культури і туризму від 21.12.2012 № 1566 надано статус «пам'ятник архітектури місцевого значення» з охоронним № 10023-Чр під назвою «Будинок грецького Олександрівського училища».

## Опис
В 1814 (за іншими даними в 1817), шляхом реорганізації «Ніжинської грецької школи» (вулиця Гребінки, будинки № 18, 20), було створено «Ніжинське Олександрівське грецьке училище». Розташовувалося у власному кам'яному будинку, що у 1810 року було пожертвовано Ніжинським грецьким братством. Будинок складався з 18 кімнат, 8 з яких займали класи та бібліотека. Після того, як у 1872 році грецьке братство перестало існувати кількість учнів істотно скоротилося. Мало три класи. 1915 року було 108 учнів. 1919 року було ліквідовано.
Кам'яний, одноповерховий, П-подібний у плані будинок.
У 1944 році тут (будинок № 24) на базі майстерень індивідуального пошиття було створено Ніжинську швейну фабрику. До 1947 року у її складі було взуттєве виробництво масового пошиття. У 1952 році фабрику було переведено на виготовлення одягу для дітей дошкільного віку. У 1951—1955 роки проведено реконструкцію виробничих приміщень. 1989 року на фабриці працювало 486 осіб. Фабрика спеціалізувалася на виготовленні дитячих вовняних пальто для хлопчиків ясельного, дошкільного та молодшого шкільного віку та пальто для дівчаток зі штучного хутра на трикотажній основі.